# الانچی
الانچی (به انگلیسی: Alanchi) یک منطقهٔ مسکونی در هند است که در تامیل نادو واقع شده‌است.

## خصوصیات
الانچی ۹٬۰۰۰ نفر جمعیت دارد.